# Sandia mcfarlandi
Sandia mcfarlandi är en fjärilsart som beskrevs av Ehrlich och Clench 1960. Sandia mcfarlandi ingår i släktet Sandia och familjen juvelvingar. Inga underarter finns listade.